# Ломбарди, Мэттью
Мэттью Ломбарди (англ. Matthew Lombardi; род. 18 марта 1982 года, в Монреале, Квебек, Канада) — канадский профессиональный хоккеист.

## Игровая карьера
Мэттью Ломбарди родился и вырос в Монреале. Он играл 4 года за клуб Главной юниорской хоккейной лиги Квебека (QMJHL) «Викториавилл Тигрес», став обладателем Президентского кубка QMJHL в 2002 году. Он был выбран под общим 215-м номером на драфте НХЛ 2000 года командой «Эдмонтон Ойлерз». Ломбарди не удалось подписать контракт с «Ойлерз», поэтому он снова выставил свою кандидатуру на драфт, где был выбран под общим 90-м номером командой «Калгари Флэймз».
Ломбарди играл в Плей-офф Кубка Стенли 2004 года, в ходе одного из матчей он получил травму в столкновение с защитником «Детройт Ред Уингз» Дерианом Хэтчером и выбыл на несколько месяцев. «Флэймз» в конечном счёте проиграли в семи матчах «Тампе» в финальной серии. Во время локаута сезона 2004—2005 Мэттью играл за «Лоуэлл Лок Монстерс» из Американской хоккейной лиги, после завершения забастовки Ломбарди вернулся в «Калгари Флэймз».
Он был членом сборной Канады на Чемпионате мира 2007 года, которая в финале обыграла сборную Финляндии (4-2) в Москве. Во время турнира он стал самым результативным игроком своей сборной, набрав 12 очков.
4 марта 2009 года Ломбарди был обменян в «Финикс Койотис» на Олли Йокинена.
8 февраля 2010 года он набрал 5 очков в победной игре (6-1) с «Эдмонтон Ойлерз».
2 июля 2010 года Мэттью подписал четырёхлетний контракт с «Нэшвилл Предаторз». В первый год действия контракта он сыграл только два матча, в связи с сотрясением мозга, пострадав перед началом сезона.
3 июля 2011 года Ломбарди был обменян вместе с Коди Франсоном в «Торонто Мейпл Лифс» на Бретта Лебда и Роберта Слейни.
6 октября 2011 года он сыграл свой первый матч за «Мейпл Лифс», забив победный гол в ворота «Монреаль Канадиенс».
29 августа 2013 года перешёл из «Анахайма» в швейцарский клуб «Женева-Серветт». Обладатель Кубка Шпенглера 2013 года.

## Статистика
| Легенда | Легенда                    | Легенда | Легенда                   | Легенда | Легенда    |
| ------- | -------------------------- | ------- | ------------------------- | ------- | ---------- |
| И       | Количество проведённых игр | Штр     | Штрафное время            | +/−     | Плюс-минус |
| Г       | Голы                       | П       | Голевые передачи          | О       | Очки       |
| -       | Статистика неизвестна      | —       | Статистика не учитывалась |         |            |